# سيرغي كوزمين
سيرغي كوزمين (بالروسية: Сергей Кузьмин)‏ هو لاعب كرة قدم روسي في مركز الدفاع، ولد في 25 أبريل 1967. لعب مع فولغا تفير ‏.